# Bolbochromus laetus
Bolbochromus laetus is een keversoort uit de familie cognackevers (Bolboceratidae). De wetenschappelijke naam van de soort werd in 1852 gepubliceerd door John Obadiah Westwood.